# Trochiloleskia flava
Trochiloleskia flava är en tvåvingeart som beskrevs av Townsend 1917. Trochiloleskia flava ingår i släktet Trochiloleskia och familjen parasitflugor. Inga underarter finns listade i Catalogue of Life.